# Famille Herry
 (décembre 2011).
Si vous disposez d'ouvrages ou d'articles de référence ou si vous connaissez des sites web de qualité traitant du thème abordé ici, merci de compléter l'article en donnant les références utiles à sa vérifiabilité et en les liant à la section « Notes et références ».
Pour les articles homonymes, voir Herry (homonymie).
La famille Herry est une maison de la noblesse belge originaire d'Audenarde, Flandre-Orientale. 
Ses armes se blasonnent ainsi : « d'azur, à un lis de jardin d'or, tigé et feuillé de sinople, accompagné en chef à dextre d'un soleil d'or et à senestre d'un croissant d'argent. Casque couronné »[réf. nécessaire].
L'aîné des troisième et quatrième branches - seules encore subsistantes - portent le titre de baron[réf. nécessaire].
Devise: vincitur honos virtutibus[réf. nécessaire].